# Don Roper
Donald George Beaumont „Don“ Roper (* 14. Dezember 1922 in Botley, Grafschaft Hampshire; † 8. Juni 2001 in Southampton) war ein englischer Fußballspieler.

## Leben und Karriere
Roper begann seine Karriere beim FC Southampton im Football League War Cup während des Zweiten Weltkriegs. Nach dem Krieg wurde der linke Mittelfeldspieler 1947 vom FC Arsenal verpflichtet. Die Gunners bezahlten 10.000 £ für Roper. Mit der Mannschaft aus London gewann er 1948 und 1953 die englische Meisterschaft und 1950 den englischen Pokal. Roper war beim allerersten Spiel auf britischem Boden, das mit Flutlicht ausgetragen wurde, Hibernian Edinburgh gegen den FC Arsenal, dabei. Nach einem Jahr in der Reservemannschaft der Gunners wechselte er 1957 zurück zum FC Southampton und wurde dort Mannschaftskapitän. Von 1961 bis 1963 ließ er seine Karriere bei den Vereinen FC Weymouth und Dorchester Town ausklingen. Neben seiner Spielerkarriere als Fußballer war er als Cricketspieler bei Hampshire CCC tätig. Nach seiner aktiven Fußballerkarriere ließ er sich in Southampton nieder und arbeitete als Ingenieur. Don Roper starb 2001 im Alter von 78 Jahren.

## Stationen
- FC Southampton 1938–1946
- FC Arsenal 1946–1957 (321 Einsätze/95 Tore)
- FC Southampton 1957–1961
- FC Weymouth 1961–1962
- Dorchester Town 1962–1963

## Erfolge
- 2 × englischer Meister mit dem FC Arsenal 1948, 1953
- 1 × englischer Pokalsieger mit dem FC Arsenal 1950

| Personendaten    | Personendaten                               |
| ---------------- | ------------------------------------------- |
| NAME             | Roper, Don                                  |
| ALTERNATIVNAMEN  | Roper, Donald George Beaumont (Geburtsname) |
| KURZBESCHREIBUNG | englischer Fußballspieler                   |
| GEBURTSDATUM     | 14. Dezember 1922                           |
| GEBURTSORT       | Botley, Hampshire                           |
| STERBEDATUM      | 8. Juni 2001                                |
| STERBEORT        | Southampton                                 |